# Bombando Brinque
"Bombando Brinque" é uma canção da cantora e apresentadora Xuxa. A faixa é o primeiro single do álbum Festa. Foi lançado para divulgação nas rádios do Brasil em 2005, foi enviado em versão slipcase. A faixa apresenta elementos do hyperpop e techno, foi escrita em 2005 pelo cantor Carlinhos Brown e enviada à Xuxa no mesmo ano para o projeto XSPB 6.

## Faixas
| CD Single      |                    |                 |         |  |
| N.º            | Título             | Compositor(es)  | Duração |  |
| 1.             | "Bombando Brinque" | Carlinhos Brown | 3:12    |  |
| Duração total: | Duração total:     | Duração total:  | 3:12    |  |